# Évora
Évora je grad u istoimenom distriktu Évora, portugalske regije Alentejo, s 19 župa i 54.780 stanovnika 2008.
Povijesno središte grada Évore je 1986. godine upisano na UNESCO-ov popis mjesta svjetske baštine u Europi kao grad-muzej čije jedinstvene kuće ukrašene azulejo keramikom i kovanim ogradama na balkonima iz 16. i 18. stoljeća svjedoče o vremenu zlatnog doba portugalskih kraljeva.

## Povijest
Da je područje Évore bilo naseljeno još u neolitu svjedoče megalitski spomenici u njezinoj blizini. Tako se uz obale rijeke Ribeira nalazi najveće neolitsko svetište u Portugalu, Anta Grande do Zambujeiro. Rimljani su na mjestu starijeg keltskog naselja 57. pr. Kr. osnovali grad Eburobrittium (kasnije Ebora Cerealis, te za Julija Cezara - Julia Liberalitas) od kojega je ostao dobro sačuvani rimski hram iz 1. stoljeća. 
God. 715. Évoru su osvojili Mauri koji šire grad i u njoj grade utvrdu i džamiju. U rujnu 1165. godine zapovjednik Geraldo Geraldes o Sem Pavor (Gerald Neustrašivi) je osvojio Évoru za kralja Alfonsa I. Portugalskog. Portugalci su, uz podršku vojnog reda Avisa, do konca iste godine potpuno protjerali Maure iz ove doline. Aviški red je 1166. godine učinili Évoru svojim stožerom i prozvali se Vitezovima Évore, te su izgradili gradske zidine koje su većinom sačuvane do danas.
Od tada su Évorom vladali portugalski kraljevi koji su na svom dvoru u Évori u 15. stoljeću ugostili mnoge humaniste kao što su Garcia i André Resende, te kroničar Duarte Galvão, dramatičar Gil Vicente, kipar Nicolas Chan Terene, te je grad postao središtem portugalskog humanizma u 16. stoljeću. God. 1559., kardinal i kasniji kralj portugala, Henrik I. Portugalski, osnovao je Jezuitsko učilište koje će s vremenom prerasti u Sveučilište. Évora je tijekom španjolske aneksije Portugala, od 1581. do 1637. godine, počela propadati. A kada je Marques de Pombal konačno zatvorio sveučilište 1759. godine grad je izgubio svaku važnost. Tek je 1973. godine sveučilište u Évori obnovljeno.

## Podjela
Župe Évore su:
| - Bacelo - Canaviais - Horta das Figueiras - Malagueira - Nossa Senhora da Boa Fé | - Nossa Senhora da Graça do Divor - Nossa Senhora da Tourega - Nossa Senhora de Guadalupe - Nossa Senhora de Machede - Santo Antão | - São Bento do Mato - São Mamede - São Manços - São Miguel de Machede - São Sebastião da Giesteira | - São Vicente do Pigeiro - Sé e São Pedro - Senhora da Saúde - Torre de Coelheiros |

## Znamenitosti
- Korintski rimski hram u Évori ili Dijanin hram je najznačajniji rimski spomenik u Portugalu sa 16 nedirnutih granitnih stupova visine 7.68 m. Nalazi se na najvišem mjestu u gradu i najposjećenija je znamenitost u gradu. Smatra se da je izgrađen u 1. stoljeću u slavu prvog rimskog cara Augustusta, ali je kasnije postao poznat kao hram božice lova, Dijane, kako su ga nazvali jezuitski svećenici jer je ovo područje bilo poznato po lovu.
- Katedrala u Évori izgrađena je od 1280. – 1340. i jedna je od najznačajnijih gotičkih građevina u Portugalu. Najznamenitiji je njen portal sa skulpturama apostola iz 1335. godine, te prekrasni glavni brod (arhitektura) i klaustar. Jedan transept je uređen u manuelinskom stilu, a drugi u baroku, dok su orgulje i korski stolci renesansni iz 1566. godine. Kapela sv. Brása iz 1480. godine je divan primjer španjolskog mudéjar gotičkog stila s polukružnim potpornjim stupovima.
- Crkva sv. Franje (Igreja de São Francisco) je jedna od novijih građevina u povijesnom središtu, izgrađena za vrijeme dinastije Avis koja je poznata po miješanju gotike i manuelinskog stila u arhitekturi. Njena Kapela kostiju (Capela dos Ossos) ima natpis na ulazu: "Mi, kosti koje su ovdje, čekamo tvoje".
- Palača vojvoda Cadavala ima pročelje iz 17. stoljeća izgrađen na mjestu dvorca iz 14. stoljeća, te ima Toranj pet štitova u manuelinsko-mudejarskom stilu. Često je služila kao kraljevska rezidencija.
- Samostan Lóios iz 15. stoljeća s manuelinskom kućom ukrašenom azulejo keramikom i veličanstvenim portalom je danas gostiona.
- Akvedukt srebrne vode (Água de Prata Aqueduct) dug 9 km ima goleme lukove iz 1531. – 37. godine koje je dao izgraditi portugalski kralj Ivan III. Portugalski kako bi grad snabdjeo vodom. Gradski dio akvedukta ima ugrađene kuće, prodavaonica i kafee između lukova.
- Palača Vasca da Game, s manuelinskim klaustrom i renesansnim zidnim slikama, je mjesto gdje je od 1519. – 24. živio Vasco da Gama.
- Sveućilište u Évori je osnovano kao jezuitsko učilište 1559. godine koje je dao izgraditi kralj Henrik I. Portugalski. Ono ima manirističku crkvu i akademske zgrade oko velikog klaustra iz 17. – 18. stoljeća.

- Zidine Evore
- Crkva sv. Antuna na trgu Giraldo
- Balkoni Giralda
- Katedrala
- Crkva Graca
- Sveučilište u Evori
- Kapela kostiju
- Kromlesi Almendresa
- Dvorac Valongo
- Kapela samostana sv. Brasa

Oko 15 km od grada nalazi se megalitski spomenici iz neolita, Cromeleque dos Almendres, a 10 km najveći dolmen u Portugalu, Anta Grande do Zambujeiro.

## Stanovništvo
| Stanovništvo općine Évora (1801. – 2008.) | Stanovništvo općine Évora (1801. – 2008.) | Stanovništvo općine Évora (1801. – 2008.) | Stanovništvo općine Évora (1801. – 2008.) | Stanovništvo općine Évora (1801. – 2008.) | Stanovništvo općine Évora (1801. – 2008.) | Stanovništvo općine Évora (1801. – 2008.) | Stanovništvo općine Évora (1801. – 2008.) | Stanovništvo općine Évora (1801. – 2008.) |
| ----------------------------------------- | ----------------------------------------- | ----------------------------------------- | ----------------------------------------- | ----------------------------------------- | ----------------------------------------- | ----------------------------------------- | ----------------------------------------- | ----------------------------------------- |
| 1801.                                     | 1849.                                     | 1900.                                     | 1930.                                     | 1960.                                     | 1981.                                     | 1991.                                     | 2001.                                     | 2008.                                     |
| 18 620                                    | 16 995                                    | 25 563                                    | 35 903                                    | 50 095                                    | 51 572                                    | 53 754                                    | 56 519                                    | 54 780                                    |

## Gradovi prijatelji
Évora je zbratimljena sa sljedećim gradovima:
- Angra do Heroísmo, Portugal (1986.)
- Suzdalj, Rusija (1986.)
- Chartres, Francuska (2003.)
- Tønsberg, Norveška